# コーディ・ガーブラント
コーディ・ガーブラント（Cody Garbrandt、1991年7月7日 - ）は、アメリカ合衆国の男性総合格闘家。オハイオ州ユーリッヒスビル出身。エクストリーム・クートゥア所属。元UFC世界バンタム級王者。コディ・ガーブラントとも表記される。
プロデビューから4年後、強烈なパンチを武器に無敗のままUFC世界バンタム級王座を獲得した。

## 来歴
アマチュアボクサーだった叔父の指導で4歳頃からボクシングを始めるが、パンチドランカーになってしまうことを心配した母親がボクシングを禁じて、代わりにレスリングを始めさせた。クレイモント高校時代はレスリングとアメリカンフットボール部に所属。レスリングでは1年時にディビジョン2で州王者に輝き、2年時に準優勝するが、背中の怪我でレスリングを休止すると、母親を説得してボクシングを始め、ボクシングで32勝0敗の成績を収めた。3年、4年時はボクシングに集中してレスリングをほとんどやっていなかったが、全米選手権で5位に入ってオールアメリカンに選出されると、ディビジョン1の大学からスポーツ奨学生のオファーを受けた。アメリカンフットボールでは、3年時に州代表のラインバッカーとして表彰を受けている。
ディビジョン1の大学への進学を学業成績上の理由で断念し、ディビジョン2のニューベリー大学に進学するも中退。炭坑夫として働きながらアマチュア総合格闘技で6勝2敗の戦績を残し、2012年にプロ総合格闘技デビューを果たした。
地元のオハイオ州から数か月ごとにカリフォルニア州サクラメントのチーム・アルファメールに通ってトレーニングを積んでいたが、2014年5月からサクラメントへ移住して正式に移籍した。

### UFC
2015年1月3日、UFC初参戦となったUFC 182でマーカス・ブリメージと対戦し、スタンドパンチ連打で3RTKO勝ち。
2016年5月29日、UFC Fight Night: Almeida vs. Garbrandtでバンタム級ランキング7位のトーマス・アルメイダと対戦。1R中盤に右フックでダウンを奪い、パウンドでKO勝ち。無敗のハードパンチャー同士の試合を制し、パフォーマンス・オブ・ザ・ナイトを受賞した。
2016年8月20日、UFC 202でバンタム級ランキング11位の水垣偉弥と対戦し、パウンドでTKO勝ち。試合後のインタビューで、FOXスポーツのコメンテーターとして来場していたUFC世界バンタム級王者のドミニク・クルーズに向かって「お前の顎を壊してやる」と挑発した。

#### UFC世界王座獲得
2016年12月30日、UFC 207のUFC世界バンタム級タイトルマッチで王者ドミニク・クルーズに挑戦。3Rと4Rにパンチでダウンを奪い、挑発を繰り返すなどの余裕を見せ、3-0の5R判定勝ち。王座獲得に成功し、ファイト・オブ・ザ・ナイトを受賞した。
2017年4月、リアリティ番組「The Ultimate Fighter」のシーズン25でTJ・ディラショーと共にそれぞれのチームのコーチを務めた。

#### 世界王座陥落
2017年11月4日、UFC 217のUFC世界バンタム級タイトルマッチでバンタム級ランキング2位の挑戦者TJ・ディラショーと因縁の対戦。1R終了直前に右フックでダウンを奪いKO寸前まで追い込むが、 2Rに左ハイキック、右フックでダウンを2度奪い返され、追撃のパウンドでKO負け。キャリア12戦目で初黒星を喫し、王座陥落した。
2018年8月4日、UFC 227のUFC世界バンタム級タイトルマッチで王者TJ・ディラショーにダイレクトリマッチで挑戦し、1R終盤にスタンドパンチ連打でTKO負け。王座奪回に失敗した。
2019年3月2日、UFC 235でバンタム級ランキング9位のペドロ・ムニョスと対戦。序盤から激しい打ち合いを繰り広げるも、足が止まったところに右フックでダウンを奪われ、パウンドで1RKO負け。試合に敗れはしたものの、ファイト・オブ・ザ・ナイトを受賞した。
2020年6月6日、約1年3か月ぶりの復帰戦となったUFC 250でバンタム級ランキング5位のハファエル・アスンソンと対戦。序盤からスピーディーな打撃で試合を優位に進め、2R終了のブザーと同時に右フックで失神KO勝ち。パフォーマンス・オブ・ザ・ナイトを受賞し、このノックアウトは2020年UFCノックアウト・オブ・ザ・イヤーの候補にノミネートされた。
2020年11月21日、UFC 255のUFC世界フライ級タイトルマッチで王者デイブソン・フィゲイレードに挑戦予定であったが、上腕二頭筋を負傷したため、10月2日に試合を欠場した。
2021年5月22日、UFC Fight Night: Font vs. Garbrandtでバンタム級ランキング3位のロブ・フォントと対戦し、0-3の5R判定負け。
2021年12月11日、フライ級転向初戦となったUFC 269でフライ級ランキング6位のカイ・カラ＝フランスと対戦し、右フックで1RTKO負け。
2023年3月4日、バンタム級復帰戦となったUFC 285でトレヴィン・ジョーンズと対戦し、3-0の判定勝ち。
2024年4月13日、UFC 300でバンタム級ランキング8位の元UFC世界フライ級王者デイブソン・フィゲイレードと対戦し、リアネイキドチョークで2R一本負け。

## ファイトスタイル
素早いハンドスピードと、相手を一発で沈めるノックアウトパワーを持つハードパンチャー。試合中には相手を挑発するパフォーマンスもみせる。しかし、好戦的が故にアツくなって冷静さをなくすと大振りのパンチで打ち合う傾向があり、その際にガードが下がる癖があるため、カウンターの打撃をまともに貰ってしまうことが弱点となっている。

## 人物・エピソード
- 地元の白血病を患っていたマダックスという少年と5歳の時から交流がある。UFC参戦前からガーブラントは少年を試合に招待し、ファイトマネーからその旅費と医療費を援助していた[4][9]。その後、UFC参戦が決まると「彼は病気と戦う。俺もその間UFCで戦い続ける。そして彼が病気に打ち勝つ時、俺はUFC王者だ」と語り、UFC 207でドミニク・クルーズを破りUFC王者になる約束を果たした時には、11歳になったマダックスをオクタゴンに招き入れてチャンピオンベルトを巻き、試合後の控え室では抱擁して涙を流した[10]。
- ニックネームの「No Love（ノー・ラブ）」は、ガーブラントにボクシングの手ほどきをした叔父が、ガーブラントは戦う時に相手を敵と見なして、どんな相手でも手加減をしないことに気がついた事で命名された。そのため、ガーブラントは試合の際、対戦相手へのグローブタッチや握手を一切しないという[11]。
- 身体中にタトゥーを彫っており、右腕全体には和彫りのタトゥー、また、右太腿には最も好きなファイターだというボクサーの故アルツロ・ガッティのタトゥーを入れている。また、初めてタトゥーを彫ったのは14歳の時だと語っている[12]。
- 2017年に結婚し、2018年には男児を儲けている。UFC 285の試合前記者会見では、カイ・カラ＝フランス戦前に離婚したことを語っている。

## 戦績

### プロ総合格闘技
| 総合格闘技 戦績 | 総合格闘技 戦績 | 総合格闘技 戦績 | 総合格闘技 戦績 | 総合格闘技 戦績 | 総合格闘技 戦績 | 総合格闘技 戦績 |
| --------------- | --------------- | --------------- | --------------- | --------------- | --------------- | --------------- |
| 21 試合         | (T)KO           | 一本            | 判定            | その他          | 引き分け        | 無効試合        |
| 14 勝           | 11              | 0               | 3               | 0               | 0               | 0               |
| 7 敗            | 4               | 1               | 2               | 0               | 0               | 0               |

| 勝敗 | 対戦相手                   | 試合結果                          | 大会名                                                                         | 開催年月日     |
| ×    | ラオーニ・バルセロス       | 5分3R終了 判定0-3                 | UFC on ESPN 69: Usman vs. Buckley                                              | 2025年6月14日  |
| ×    | デイブソン・フィゲイレード | 2R 4:02 リアネイキドチョーク      | UFC 300: Pereira vs. Hill                                                      | 2024年4月13日  |
| ○    | ブライアン・ケレハー       | 1R 3:42 KO（右ストレート）        | UFC 296: Edwards vs. Covington                                                 | 2023年12月16日 |
| ○    | トレヴィン・ジョーンズ     | 5分3R終了 判定3-0                 | UFC 285: Jones vs. Gane                                                        | 2023年3月4日   |
| ×    | カイ・カラ＝フランス       | 1R 3:21 TKO（右フック）           | UFC 269: Oliveira vs. Poirier                                                  | 2021年12月11日 |
| ×    | ロブ・フォント             | 5分5R終了 判定0-3                 | UFC Fight Night: Font vs. Garbrandt                                            | 2021年5月22日  |
| ○    | ハファエル・アスンソン     | 2R 4:59 KO（右フック）            | UFC 250: Nunes vs. Spencer                                                     | 2020年6月6日   |
| ×    | ペドロ・ムニョス           | 1R 4:52 KO（右フック→パウンド）   | UFC 235: Jones vs. Smith                                                       | 2019年3月2日   |
| ×    | TJ・ディラショー           | 1R 4:10 TKO（パンチ連打）         | UFC 227: Dillashaw vs. Garbrandt 2 【UFC世界バンタム級タイトルマッチ】         | 2018年8月4日   |
| ×    | TJ・ディラショー           | 2R 2:41 KO（右フック→パウンド）   | UFC 217: Bisping vs. St-Pierre 【UFC世界バンタム級タイトルマッチ】             | 2017年11月4日  |
| ○    | ドミニク・クルーズ         | 5分5R終了 判定3-0                 | UFC 207: Nunes vs. Rousey 【UFC世界バンタム級タイトルマッチ】                  | 2016年12月30日 |
| ○    | 水垣偉弥                   | 1R 0:48 TKO（右フック→パウンド）  | UFC 202: Diaz vs. McGregor 2                                                   | 2016年8月20日  |
| ○    | トーマス・アルメイダ       | 1R 2:53 KO（右フック→パウンド）   | UFC Fight Night: Almeida vs. Garbrandt                                         | 2016年5月29日  |
| ○    | アウグスト・メンデス       | 1R 4:18 KO（右フック→パウンド）   | UFC Fight Night: Cowboy vs. Cowboy                                             | 2016年2月21日  |
| ○    | エンリー・ブリオネス       | 5分3R終了 判定3-0                 | UFC 189: Mendes vs. McGregor                                                   | 2015年7月11日  |
| ○    | マーカス・ブリメージ       | 3R 4:50 TKO（スタンドパンチ連打） | UFC 182: Jones vs. Cormier                                                     | 2015年1月3日   |
| ○    | チャールズ・スタンフォード | 1R 1:37 TKO（左ボディブロー）     | NAAFS: Rock N Rumble 8                                                         | 2014年10月4日  |
| ○    | ジェームス・ポーター       | 1R 2:17 TKO（パウンド）           | Pinnacle FC: Pittsburgh Challenge Series 7 【Pinnacle FCバンタム級王座決定戦】 | 2014年5月24日  |
| ○    | ドミニク・マッツォッタ     | 2R 0:32 KO（右フック→パウンド）   | Gladiators of the Cage: The North Shore's Rise to Power 4                      | 2014年3月15日  |
| ○    | シェーン・マンリー         | 1R 3:57 KO（右フック→パウンド）   | Pinnacle FC: Pittsburgh Challenge Series 5                                     | 2013年11月27日 |
| ○    | チャールズ・ケンジンジャー | 1R 4:11 TKO（パウンド）           | Pinnacle FC: Pittsburgh Challenge Series 1                                     | 2012年12月29日 |

## 獲得タイトル
- Pinnacle FCバンタム級王座（2014年）
- 第5代UFC世界バンタム級王座（2016年）

## 表彰
- UFC ファイト・オブ・ザ・ナイト（2回）
- UFC パフォーマンス・オブ・ザ・ナイト（2回）